# Hoványi Ferenc
Hoványi Ferenc (Köröstarján (Bihar vármegye), 1816. április 2. – Nagyvárad-Olaszi, 1871. december 11.) római katolikus pap, bölcseleti és teológiai doktor, nagyváradi kanonok és a Magyar Tudományos Akadémia tiszteleti tagja.

## Élete
Hoványi János malommester, aki erdélyi régi nemes család ivadéka volt, és tamásfalvi Turi Jozefa fia. A nagyváradi főiskolában 1824-ben kezdte tanulását és ott négy latin osztályt végzett; 1829-ben Temesvárra ment a retorika és poézis tanulására, főleg hogy a német nyelvet is elsajátítsa. Váradon végezte a két bölcseleti osztályt. 1832-ben a papi pályára lépett és a bécsi Pázmány-intézetbe küldték. Bécsben két szigorlatot tett, Pesten pedig bölcseletdoktori oklevelet nyert és 1836-ban visszatért Nagyváradra. Itt a püspöki papnevelő tanulmány-felügyelője és reggeli hitszónoka lett; a Lajcsák Ferenc püspök által alapított vallásos gyermekek-intézetében a hittan előadásával is foglalkozott. 1838. október 4-én áldozópappá szenteltetett föl. Eközben teológiai doktorrá avatták. Az egyházmegyei hivatalban iktatóvá, utóbb szentszéki jegyzővé, 1840-ben pedig püspöki titkárrá neveztetett ki. Az 1839. évi országgyűlésen Pozsonyban püspökével együtt küzdött az akkoriban nagy tűzzel vitatott vegyesházassági kérdésekben. Később báró Bémer László püspök mellett is, aki által szentszéki ülnökké neveztetett ki, mint titkár működött 1843 végeig, midőn váradi-velencei plébánossá és a körösvölgyi kerület helyettes alesperesévé lett; még azon év augusztus 15-én elment Szilágysomlyóra (Kraszna megye) plébánosnak; kerületi rendes alesperes és az ottani gimnázium felügyelője is volt 1847-ig; itt új iskolákat építtetett. Kraszna megye megválasztotta táblabirájának. 1847-ben a budapesti egyetemen a hittan tanárának neveztett ki; azonban még azon évben ő felsége a király és testvérei magyar nyelvtanárának hivatott meg. 1849-ben nagyváradi kanonokká, 1853-ban a Keresztelő Szent Jánosról címzett nagyváradhidi préposttá, a pápa által pedig 1854 végén házi praelátussá neveztetett ki. 1846-ban beutazta Erdélyt, 1847-ben Német-, 1850-ben Olaszországot és 1856-ban a Szentföldet. A Magyar Tudományos Akadémia 1858. december 15-én tiszteleti tagjává választotta. A zsinati vizsgáló bizottmány elnöke volt. Jótékony adományait Ferenczy és Dánielik (Magyar írók, I. 212. l.) felsorolja.
Költeményei és cikkei vannak a Magyar Kurír melléklapjában a Sokfélében (1832-36); Nagyváradon az 1840-es években irodalmi társulatot alakított; a Religióban (1844-45. A lelkipásztorság terhei és vigasztalásai c. levelei); a Magyar Tudományos Akadémia Értesítőjében (1859. Bölcsészeti zátonyok és örvények). A Szent István Társulat által kiadott Egyetemes Magyar Encyclopaediának is munkatársa volt.

## Munkái
- Gyakori használata az égő gyertyáknak a ker. katholikus anyaszentegyház szertartásaiban, mint eszköze a vallási épülésnek: kifejtve egy Gyertyaszentelő boldogasszony ünnepén tartatott egyházi beszédben. Nagyvárad, 1838.
- Az Úr háza a mi üdvösségünk hajléka, előadva a tiszt. sz-ferenczrendű capucinus szerzet nagyváradi egyházában, midőn ez 1836. jún. 21. tűzvész által történt elpusztulása után felépülvén, ujra fölszenteltetett 1838. máj. 20. Nagyvárad, 1838.
- A szerzetes élet hasznos és üdvös volta. Alkalmi egyházi beszéd a sz. Orsolya rendét követő szűz szerzet várad-olaszi egyházában nov. 22. 1838. Nagyvárad.
- Isten iránti hűség legszebb katonai disz. Egyházi emlékbeszéd a 37. sz. magyar gyalog ezred alapításának százados ünnepén, a n.-váradi erősség templomában szept. 8. 1841. Nagyvárad.
- A vallás tökéletesítése. Megfejtve a derecskei r. kath. egyház helyreállításának százados ünnepén jún. 29. 1842. Nagyvárad. (Az 1-5. sz. munkák névtelenül jelentek meg.)
- Szent István szelleme. Nemzeti ünnepén Bécsben, a t. t. kapuczinus atyák templomában 1847. Kisasszony hava 22. fejtegette. Bécs.
- Könyvnélküli katechismus. Katholikus lelkészek használatára. Buda, 1847. (Mai helyesírás szerint leírta és 327 példával bővítve kiadta Huszár Károly. Székesfejérvár. 1891.)
- Vallás és szabadság. Sz. István nemzeti ünnepén Bécsben a kapuczinus atyák templomában 1848. kisasszony hava 20. fejtegette. Bécs.
- Nászkoszorú Ferencz Károly főherczeg és Sophia Friderika... ezüst menyegzőjük ünnepére 1849. nov. 4. Bécs.
- Olasz út 1850-ben. Bécs, 1851. Két kötet.
- Fensőbb katholicismus elemei. Bécs, 1853. (2. kiadás. Bpest, 1881-82. két kötet. Házi könyvtár 38. 39.)
- Örömdal austriai császár és magyar király I. Ferencz József ő felségének Erzsébet Amalia bajor királyi herczegnő ő fenségével boldog egybekelése ünnepére. Bécs, 1854.
- Ujabb levelek a felsőbb katholicismusról Bécs, 1855. két kötet. (2. kiadás. Bpest, 1883-85. Ház. Könyvtár 44. 51.)
- Néhány hét a Szentföldön 1856-ban. Bécs, 1858. (Ism. Religio 1857. II. 51., 52.)